# 諏訪町 (名古屋市)
諏訪町（すわちょう）は、愛知県名古屋市中村区の地名。現行行政地名は諏訪町1丁目から諏訪町3丁目。住居表示実施。

## 地理
名古屋市中村区北西部に位置する。東は日比津町、西から北は橋下町・菊水町、南は本陣通に接する。

## 歴史

### 町名の由来
日比津町の小字名「上諏訪野」「中諏訪野」「東諏訪野」「西諏訪野」による。当地に諏訪社が鎮座していることに由来する。諏訪社は江戸期には「諏訪明神」と呼ばれ、日比津城主の野尻氏が諏訪大社から勧請したという説がある。

### 行政区画の変遷
- 1947年（昭和22年）5月20日 - 以下の通り、中村区日比津町の一部により、同区諏訪町として成立[1]。
  - 諏訪町1丁目が、日比津町字中諏訪野・字東諏訪野・字上諏訪野の各一部により成立[1]。
  - 諏訪町2丁目が、日比津町字中諏訪野・字東諏訪野・字上諏訪野・字西諏訪野の各一部により成立[1]。
  - 諏訪町3丁目が、日比津町字中諏訪野・字上諏訪野・字西諏訪野の各一部により成立[1]。
- 1964年（昭和39年）1月10日 - 諏訪町1丁目および3丁目が、本陣通5丁目に編入される[9]。

## 世帯数と人口
2019年（平成31年）2月1日現在の世帯数と人口は以下の通りである。
| 町丁   | 世帯数  | 人口  |
| ------ | ------- | ----- |
| 諏訪町 | 371世帯 | 858人 |

### 人口の変遷
国勢調査による人口の推移
| 1950年（昭和25年） | 112人 | [ 10 ] |  |
| 1955年（昭和30年） | 146人 | [ 10 ] |  |
| 1960年（昭和35年） | 226人 | [ 11 ] |  |
| 1965年（昭和40年） | 335人 | [ 11 ] |  |
| 1970年（昭和45年） | 444人 | [ 12 ] |  |
| 1975年（昭和50年） | 518人 | [ 12 ] |  |
| 1980年（昭和55年） | 597人 | [ 13 ] |  |
| 1985年（昭和60年） | 595人 | [ 13 ] |  |
| 1990年（平成2年）  | 571人 | [ 14 ] |  |
| 1995年（平成7年）  | 627人 | [ 15 ] |  |
| 2000年（平成12年） | 708人 | [ 16 ] |  |
| 2005年（平成17年） | 757人 | [ 17 ] |  |
| 2010年（平成22年） | 768人 | [ 18 ] |  |
| 2015年（平成27年） | 805人 | [ 19 ] |  |

## 学区
市立小・中学校に通う場合、学校等は以下の通りとなる。また、公立高等学校に通う場合の学区は以下の通りとなる。
| 番・番地等 | 小学校               | 中学校                 | 高等学校 |
| ---------- | -------------------- | ---------------------- | -------- |
| 全域       | 名古屋市立諏訪小学校 | 名古屋市立日比津中学校 | 尾張学区 |

## 施設
- 名古屋市立諏訪小学校[7]
- 諏訪神社[7]
- 諏訪公園[7]

## その他

### 日本郵便
- 郵便番号 : 453-0062[4]（集配局：中村郵便局[22]）。